# تفجير ديار بكر (فبراير 2016)
تفجير ديار بكر 2016 هو تفجيرا وقع في 18 فبراير 2016 استهدف قافلة عسكرية تركية في ديار بكر بجنوب شرق تركيا، مما أسفر عن سقوط 7 قتلى وعدد من الجرحى، وذلك بعد يوم من هجوم بسيارة ملغومة في أنقرة أسفر عن مقتل 28 شخصا. التفجير وقع عند مرور القافلة على طريق سريع يربط ديار بكر أكبر مدينة في جنوب شرق تركيا الذي يغلب على سكانه الأكراد بمنطقة ليجي. ذكر الجيش أن قنبلة فجِّرت عن بعد وقتلت الجنود الذين كانوا يستقلون العربة العسكرية، وكانت العربة وقت الانفجار تبحث عن ألغام أرضية على طريق مار بديار بكر، حيث تقطن غالبية كردية.